# Angel Down (chanson)
Pour les articles homonymes, voir Angel Down (homonymie).
Albums de Lady Gaga
Cheek To Cheek
(2014) A Star Is Born
(2018)
Angel Down est une chanson de l’artiste américaine Lady Gaga, paru le 21 octobre 2016, extrait de son cinquième album studio, Joanne.
Cette chanson, évoque le sujet des fusillades contre les afro-américains, est en partie dédiée à Trayvon Martin, un jeune noir américain de 17 ans, abattu tristement par balles. 
Sur le plan musical Angel Down est une ballade pop couverte par des touches de piano brut et émouvante. Une seconde version du titre est présente sur l’album, Angel Down (Work Tape), qui est la bande de travail, une sorte de démo, très bien définie. RedOne, producteur avec lequel Lady Gaga avait collaboré à ses débuts ont co-produit cette version. Cette dernière est plus brutale, plus puissante mais seulement plus courte, seule le piano et la guitare sont mises en avant, la version finale est produite par Mark Ronson, Lady Gaga, BloodPop et RedOne.